# Ftan
Ftan é uma comuna da Suíça, no Cantão Grisões, com cerca de 494 habitantes. Estende-se por uma área de 43,10 km², de densidade populacional de 11 hab/km². Confina com as seguintes comunas: Ardez, Galtür (AT-7), Ramosch, Scuol, Sent, Tarasp.
As línguas oficiais nesta comuna são o Romanche (falado por 58,5% da população, de acordo com o censo de 2000) e o Alemão (falado por 37,0%).